# Johann Dominik Bossi
Pour les articles homonymes, voir Bossi.
Johann Dominik Bossi, né en 1767 à Trieste et mort en 1853 à Munich, également connu sous le nom de Domenico Bossi, est un peintre italien. 

## Biographie
Élève de Giovanni Domenico Tiepolo, Bossi naît à Trieste et travaille principalement comme miniaturiste en Allemagne, en Autriche, en Suède et en Russie avant de s'installer à Munich, où il vécut au 19 Theresien Straße vers 1850. Dans cette ville il est nommé peintre de cour.
Bossi est le fondateur d'une collection qui a notamment compris un groupe important de dessins de Tiepolo. La collection est  transmise à sa fille, Marie-Thérèse Caroline Bossi (1825-1881), et à son mari, Carl Christian Friedrich Beyerlen (1826-1881). La collection Bossi-Beyerlen est vendue aux enchères à Stuttgart et dispersée en mars 1882.